# Les Bordes-sur-Lez
Les Bordes-sur-Lez korábbi község Franciaországban, Ariège megyében. Lakosainak száma 169 fő (2018. január 1.). Les Bordes-sur-Lez Arrien-en-Bethmale, Audressein, Bethmale, Bonac-Irazein, Castillon-en-Couserans, Salsein, Seix, Uchentein, Alt Àneu és Naut Aran községekkel határos.
2017. január 1-jén Uchentein korábbi községgel egyesült és az így létrejött Bordes-Uchentein új község része lett.

## Népesség
A település népességének változása:
| Lakosok száma | 257  | 213  | 174  | 164  | 161  | 170  | 167  | 179  | 157  | 169  |
|               | 1968 | 1975 | 1982 | 1999 | 2006 | 2011 | 2013 | 2016 | 2017 | 2018 |